# Île Hatteras
Pour les articles homonymes, voir Hatteras.
L’île Hatteras est une des îles formées par un banc de sable au large de la Caroline du Nord, États-Unis, dans ce qu'on appelle les Outer Banks. Cette île est un mince ruban de sable, variant de quelques centaines de mètres à quelques kilomètres, séparant l'océan Atlantique de la baie de Pamlico. 

## Géographie
La plus grande partie de l'île fait partie du parc national Cape Hatteras National Seashore mais les villages antérieurs à l'établissement de ce parc la parsèment encore ; il s'agit de Rodanthe, Waves, Salvo, Avon, Buxton, Frisco et Hatteras. L'île fait 80 km de longueur et sa superficie est de 85,56 km2, elle forme un arc qui n'a cependant que 68 km du nord au sud, ce qui en fait la plus longue île des États-Unis continentaux. Son territoire est presque exclusivement inclus dans le comté de Dare, mais une petite portion appartient à celui de Hyde. Elle est rattachée par un pont à Nags Head au nord et par un traversier vers l'île Ocracoke au sud.
Le 18 septembre 2003, l’ouragan Isabel frappa directement l'est de la Caroline du Sud. L'onde de tempête de 1,8 à 2,4 m coupa l'île d'Hatteras en deux, créant un nouveau chenal de 600 m de large et 3 m de profondeur qui prit le nom, non officiel, de Isabel Inlet. Ce dernier coupa la route et tous les services, ce qui isola le village d'Hatteras durant deux mois. On songea d'abord à construire un pont ou à établir un bac pour relier les deux côtés du chenal, mais on opta finalement par le remplissage du chenal par du sable. Les géologues étaient opposés à cette solution, faisant valoir que l'évolution des Outer Banks est liée au passage des ouragans qui forment et déforment les îles qui les composent. Les opérations de comblement débutèrent le 17 octobre 2003, environ un mois après Isabel, avec du sable provenant du chenal du bac du sud-ouest de l'île, afin de minimiser l'impact sur la végétation aquatique. De plus, ce chenal avait été en partie rempli par l'ouragan, ce qui revenait un peu à la situation antérieure. Le 22 novembre, la route numéro 12 à travers les îles était rouverte, en même temps que le bac entre Hatteras et Ocracoke

## Population
Selon le bureau du recensement des États-Unis, la population était de 4 322 habitants en 2010.

## Économie
Le tourisme est la plus grande activité de l'île : camping, hôtellerie, plages, pêche sportive en haute mer (marlin en particulier). Les vents y étant constants, la planche à voile et le surf y sont populaires.

## Climat
Les eaux chaudes du Gulf Stream, qui longent l'île Hatteras, donnent à la région un climat relativement doux tout au long de l'année. La température moyenne annuelle est de 18 °C (11 °C en janvier et 29 °C en juillet), les chutes de neige sont par conséquent assez rares. Les précipitations (de 1 110 mm) sont réparties assez également durant l'année. Les vents dominants sont du sud-ouest de mars à août et généralement du nord-est le reste de l'année.
L'île est sujette au passage des ouragans qui lui ont à plusieurs reprises infligé des dégâts importants. Ils peuvent frapper de juin à novembre mais surtout d'août à la mi-octobre. Un des plus récents, l'ouragan Isabel, y a fait des dommages se montant à 450 millions $US de 2003. La mer inonda les terres et les vents violents endommagèrent des milliers de maisons. Des centaines de résidents furent coupés du reste de l'île car la tempête avait ouvert à travers l'île Hatteras un nouveau chenal, appelé par les habitants « Isabel Inlet ». 
En hiver, l'air froid venant du continent et arrivant sur les eaux chaudes crée des conditions parfaites au développement de tempêtes explosives. Celles-ci remontent souvent le long de la côte est des États-Unis et du Canada et prennent le nom de tempêtes du Cap Hatteras. Elles donnent des vents forts, d'importantes quantités de neige et/ou de pluie sur le continent, ainsi que des ondes de tempêtes le long de la côte. Leurs effets peuvent s'approcher de ceux d'un ouragan de catégorie inférieure dans certains cas.